# Майське (Синельниківський район)
Ма́йське — село в Україні, у Зайцівській сільській територіальній громаді Синельниківського району Дніпропетровської області. Населення за переписом 2001 року становить 740 осіб.

## Географія
Село Майське знаходиться за 1 км від правого берега річки Березнегувата, на відстані 1 км від села Новомиколаївка. Через село проходить автомобільна дорога Т 0426. Біля села розташований аеродром «Майське».

## Походження назви
Будівництво села Майського було розпочато в травні (рос. май) 1928 року, звідси і назва.

## Історія

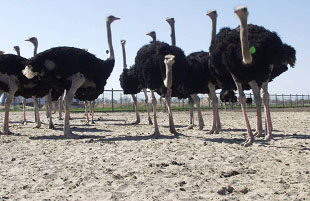
В селі вирощують страусів

- Через територію майбутнього села з XVI по XIX століття проходив Чумацький шлях.
- До 1917 року землі, де розташоване село Майське, належали поміщику Леонову і великим землевласникам: Косорукому, Піскунову, Клочко, Ляшенко, Петько, Григоренко, Левшин та ін.
- Після перевороту землі були передані в держфонд і до організації радгоспу № 17, частина землі передана селянам, а більша частина була спільна. Основна маса селян жила в селі Букрєєва, що виникло в 1812 році, і селі Шатохін (з двох сіл пізніше утворилося село Миронівка (нинішня Новомиколаївка)).
- Радгосп № 17 на цих землях був організований в 1928 році. Першим керуючим цього радгоспу був Цус Іван Карлович
- У 1928 році почали будувати центральну садибу (нині с. Майське). Радгосп № 17 був в підпорядкуванні Насіннєвого тресту.
- У 1929 році провели першу посівну кампанію і засіяли 6000 га землі.
- У 1929 році було закінчено будівництво центральної садиби, але житла було мало, і більшість робочих радгоспу жили в селах Миронівка, Сукачова, Романівка, Оженківка, Котовець.
- Після Цуса Івана Карловича директором радгоспу був Кузенко, а в травні 1933 року радгосп прийняв Жестовський Яків Васильович.
- З 1 січня 1933 радгосп перейшов у відання Дніпропетровського молмясотреста.
- У 1933 році було розпочато будівництво ферми № 2 (нині с. Максимівка).
- У 1934 році почалося будівництво ферми № 1 (нині с. Нове), розширювалася і центральна садиба.
- В 1941 році, коли почалася війна, трудівники радгоспу евакуювали машини і худобу в кількості вглиб країни і в Волгоградську область. 24 жителя радгоспу були відправлені на примусові роботи до Німеччини.
- Село Майське звільнено 25-ю гвардійською стрілецькою дивізією полковника Г. А. Криволапова 19 вересня 1943 року.
- Сусіднім господарством радгоспу № 17 був колгосп ім. С. М. Будьонного (це землі сіл Новомиколаївка і Романівка). У 1956 землі колгоспу ім. С. М. Будьонного були приєднані до радгоспу № 17. В цьому ж році радгосп № 17 було перейменовано в радгосп ім. С. М. Будьонного.
- Всі приміщення, що знаходяться на території радгоспу, побудовані за роки радянської влади. Особливо багато нових приміщень побудовано за період з 1956 року.
- З 29 серпня 1952 по 1 червня 1957 радгосп ім. С. М. Будьонного очолював Кривокобильський Федір Юхимович, а з 8 червня 1957 по листопада 1969 — Фоломєєв Захар Романович.
- В знак дружби робочих радгоспу ім. С. М. Будьонного і народів соціалістичних країн господарство в 1958 р перейменовано в радгосп «Дружба».
- У 1960 році побудовано гуртожиток.
- У 1968 році збудовано їдальню.

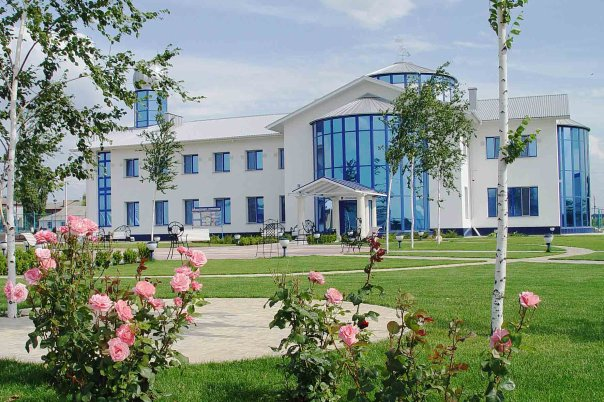
Аналітичний центр Майське

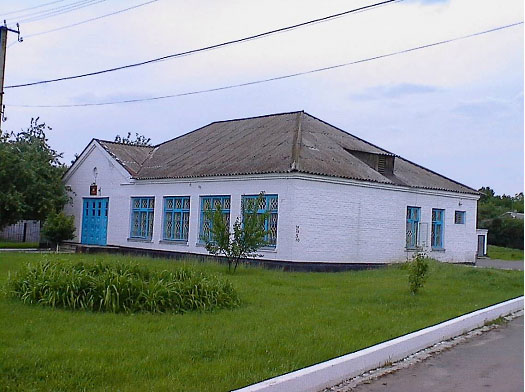
Їдальня Майське побудована в 1968 р

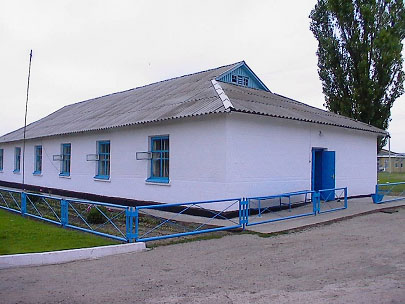
Гуртожиток Майське побудовано в 1960 р

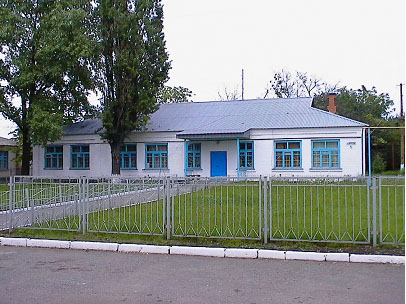
Гуртожиток 2 Майське

- 6 листопада 1969 радгосп «Дружба» прийняв Шкарбан Микола Миколайович, який працював директором радгоспу по 18 липня 1987 року. У цей період були побудовані одноповерхові і двоповерхові житлові будинки, ціла вулиця академіка Янгеля, будинок культури, меморіальний комплекс загиблим воїнам тощо.
- 31 травня 1975 відкрили нову школу.
- 6 серпня 1986 року в село Майське був проведений газ.
- З 6 липня 1987 і до припинення діяльності радгоспу «Дружба» працював директором Горб Віктор Павлович.
- У квітні 1996 р почалася співдружність на підставі договору КСП «Дружба» і ПМТЗ «Агро-Союз», директорами якого є Хорішко Володимир Дмитрович і Прокаєв Сергій Федорович. 16 серпня 1997 КСП «Дружба» було розформовано, призупинило свою діяльність, а 16 січня 1997 ліквідовано.
- На території села був побудований сучасний молочний комплекс на 5000 голів, сучасні зерносховища на 35 тис. тонн, суттєво оновлений автомобільний парк тощо. Були побудовані навчальний та аналітичний центри.
- У листопаді 2000 року в господарство завезено першу партію страусів.
- 2001 році була побудована церква на честь ікони Божої Матері «Спорительница хлібів» архітектором Хорішко Вірою Федорівною.
- В липні 2004 року ЗАТ «Агро-Союз» відвідав Президент України Леонід Данилович Кучма, дав високу оцінку роботі підприємства.Візит Леоніда Кучми в село Майське [Архівовано 29 листопада 2014 у Wayback Machine.]
- В липні 2008 року підприємство відвідав Президент України Віктор Андрійович Ющенко.[1]
- У серпні 2008 року село Майське відвідала Юлія Володимерівна Тимошенко.[2]
- 23 -24 липня 2009 року в селі Майське Синельниківського району Дніпропетровської області на базі Корпорації «Агро-Союз» відбулася виставка-демонстрація агроінновацій — День поля-2009. Відкрила святкування IV Всеукраїнського дня поля-2009 прем'єр-міністр України Юлія Тимошенко.[3]
- 26 червня 2011 року в Майському відбувся регіональний конкурс краси «МісПридніпров'я-2011».Міс Придніпров'я-2011 [Архівовано 29 листопада 2014 у Wayback Machine.]
- У 2011 році приймали у себе президента України Віктора Януковича і Президента Таджикистану Емомалі Рахмона.[4] На території ЗАТ під головуванням українського Президента було проведена перша в Дніпропетровській області Рада регіонів.[5]
- До 2017 року орган місцевого самоврядування — Майська сільська рада.
- 12 червня 2020 року, відповідно до розпорядження Кабінету Міністрів України № 709-р від «Про визначення адміністративних центрів та затвердження територій територіальних громад Дніпропетровської області», увійшло до складу Зайцівської сільської громади[6].
- 19 липня 2020 року, в результаті адміністративно-територіальної реформи та ліквідації   Синельниківського (1923—2020) району, село увійшло до складу новоутвореного Синельниківського району[7].

## Населення

### Мова
Розподіл населення за рідною мовою за даними перепису 2001 року:
| Мова            | Кількість | Відсоток |
| --------------- | --------- | -------- |
| українська      | 649       | 87.70%   |
| російська       | 83        | 11.22%   |
| білоруська      | 2         | 0.27%    |
| вірменська      | 2         | 0.27%    |
| румунська       | 1         | 0.14%    |
| інші/не вказали | 3         | 0.40%    |
| Усього          | 740       | 100%     |

## Економіка
- Корпорація «Агро-Союз».[9]
- «Авіа-Союз» аеродром.

## Туризм
У селі Майське можна відвідати, кращу в Україні страусину і молочну ферми, подивитися кроликів, а також в міні-зоопарку подивитися на антилоп, козликів та баранів.
Під час екскурсії відвідувачів запрошують оглянути будівлі, де утримуються тварини, у просторих супермеханізованих з системою мікроклімату корівниках.

## Об'єкти соціальної сфери
- Школа.
- Дитячий садочок.
- Амбулаторія.
- Будинок культури.
- Церква.

## Транспорт
Через село проходить маршрутне таксі «Синельникове — Павлоград».

## Постаті
- Єфімчук Максим Олександрович (1982—2015) — старший солдат Збройних сил України, учасник російсько-української війни 2014—2017.